# 샴 하드 로맨스
샴 하드 로맨스(Siam Hard Romance)는 한국에서 제작된 김정구 감독의 2001년 드라마 영화이다. 서정연 등이 주연으로 출연하였고 김정구 등이 제작에 참여하였다.

## 출연

### 주연
- 서정연
- 도유승
- 이송희

## 제작진
- 조명: 안유학
- 녹음: 이성철
- 믹싱: 서영준
- 미술: 김정구